# Adi Carauleanu
Adi Carauleanu (n. 8 martie 1957, Calafat, Dolj, România) este un actor român, director artistic la Teatrul Național „Vasile Alecsandri” din Iași între anii 1996 și 2015. 

## Carieră
Adi Carauleanu s-a născut în anul 1957, la Calafat. A absolvit liceul în orașul natal.
Urmează între 1977 și 1981, Institutul de Artă Teatrală și Cinematografică „I.L. Caragiale” din București, la clasa profesorilor Petre Vasilescu și Geta Angheluță.
A debutat în anul 1981, la Teatrul „V. I. Popa” Bârlad, cu rolul „Ruzante” din drama „La Moscheta” de Angelo Beolco, în regia lui Matei Varodi. A stat trei ani la Teatrul „V. I. Popa”, având printre alții colegi, pe Marcel Anghel, Liviu Manoliu, Marian Râlea. Din 1984 este actor al Teatrului Național „Vasile Alecsandri” Iași. Acolo a cunoscut-o pe viitoarea sa soție, Doina Deleanu. Între anul 1996 și 2015 a fost director artistic al teatrului.
În mai 2014 a fost declarat cetățean de onoare al orașului Calafat, în care s-a născut.
Este căsătorit cu actrița Doina Deleanu.

## Teatrografie

### Teatrul „V. I. Popa” Bârlad
- Octav – Casa nebunilor de Tudor Popescu, regia Cristian Nacu
- Bonifatz, Schleimhascher, Întâiul înalt demnitar – Europa aport – viu sau mort ! de Paul Cornel Chitic, regia Matei Varodi (premiul III la Colocviul de Regie, 1983)
- Richard Dudgeon – Discipolul diavolului de George Bernard Shaw, regia Cristian Nacu
- Felecan – Nota zero la purtare de V. Stoenescu și O. Sava, regia V. Mălinescu
- Ripafratta – Hangița de Carlo Goldoni, regia Matei Varodi
- Pala Italianul – Vlaicu Vodă de A. Davilla, regia Cristian Nacu
- Mincu – Jolly Joker de Tudor Popescu, regia Cristian Nacu (mențiune specială a juriului – Galați, 1984)
- Tâlhărilă – Ortoman și Tâlhărilă de I. Mareș, regia Cristian Nacu.

### Teatrul Național „Vasile Alecsandri” Iași
- Hänschen Rilow – Deșteptarea primăverii de Frank Wedekind, regia Cristina Ioviță, 1985 (Suceava)
- Boby – Insula de Mihail Sebastian, regia Dan Stoica, 1985
- Abel – Jocul vieții și al morții în deșertul de cenușă de Horia Lovinescu, regia Nicoleta Toia, 1985
- Puck – Visul unei nopți de vară de William Shakespeare, regia Cristina Ioviță, 1986
- Platon Stamatescu - ... Escu de Tudor Mușatescu, regia Nicoleta Toia, 1986
- Boldur – Săptămâna patimilor de Paul Anghel, regia Dan Stoica, 1987
- Veanu – Descoperirea familiei de Ion Brad, regia Nicoleta Toia, 1987
- Lvov Evgheni Konstantinovici – Ivanov de A. P. Cehov, regia Ovidiu Lazăr, 1988
- Horia – Timp în doi sau Lapte de pasăre de Dumitru Radu Popescu, regia Bogdan Ulmu, 1988
- Cavafu – Mielul turbat de Aurel Baranga, regia Bogdan Ulmu, 1988
- Regizorul – Șase personaje în căutarea unui autor de Luigi Pirandello, regia Irina Popescu Boieru, 1989
- Prietenul, Colegul – Scadența de Elias Canetti, regia Ovidiu Lazăr, 1989
- Lică Panglică, Pungescu – Chirița în balon și Chirița în Iași de Vasile Alecsandri, regia Ovidiu Lazăr -1990 (spectacol prezent în Festivalul Național „Ion Luca Caragiale”)
- Nepotul – Carol de Slavomir Mrozek, regia Irina Popescu Boieru, 1990 (Gala Tânărului Actor - Costinești)
- Naufragiatul mijlociu – În largul mării de Slavomir Mrozek, regia Irina Popescu Boieru, 1990 (Gala Tânărului Actor - Costinești)
- Pierre – Nebuna din Chaillot de Jean Girodaux, regia Irina Popescu Boieru, 1991
- Alex – Regulamentul de bloc de Constantin Popa, regia Dan Nasta, 1991
- Martorul IV (fotograful teatrului) – Spectatorul condamnat la moarte de Matei Vișniec, regia Irina Popescu Boieru, 1992 (turneu Paris, turneu Slovacia)
- Eurites – Socrate de Dumitru Solomon, regia Nicolae Scarlat, 1992 (Premiul Tinereții la Festivalul „I. L. Caragiale”)
- Trepev -  Pescărușul de A.P. Cehov, regia Irina Popescu Boieru -1992
- Vecinul – Adunarea femeilor de Aristofan, regia Alexandru Dabija, 1993
- Actorul care joacă rolul Pomarici – Astă seară se improvizează de Luigi Pirandello, regia Irina Popescu Boieru, 1993
- Graziano – Bertoldo la curte de Massimo Dursi, regia Irina Popescu Boieru, 1994
- Polinike – Oedip Rege - Oedip la Colonos de Sofocle, regia Mircea Marosin, 1994
- Porcius – Viața și pătimirile lui Publius Ovidius Naso de Paul Miron, regia Ovidiu Lazăr, 1994 (turneu Freiburg - Germania)
- Flavius – Timon din Atena de William Shakespeare, regia Irina Popescu Boieru, 1995
- Nick – Cui i-e frică de Virginia Woolf ? de Eduard Albee, regia Silvia Ionescu, 1995
- Robespierre – Robespierre și regele de Dumitru Radu Popescu, regia Ovidiu Lazăr, 1995 (premieră Paris - Franța)
- La Grange – Cabala bigoților de Mihail Bulgakov, regia Horea Popescu, 1996 (spectacol preluat de TVR)
- Ghidul din Tirol – Jar de munte de Peter Turrini, rega Dan Stoica, 1996
- Domnișorul – Cinel-cinel de Vasile Alecsandri, regia Sorana Coroamă Stanca, 1996 (spectacol preluat de TVR)
- Drăgănescu – Muza de la Burdujeni de Vasile Alecsandri, regia Sorana Coroamă Stanca, 1996 (spectacol preluat de TVR)
- Iordache – D’ale carnavalului de I. L. Caragiale, regia Sorana Coroamă Stanca, 1997
- File – Omul care aduce ploaie de Richard Nash, regia Irina Popescu Boieru, 1997
- Dr. Nincovici – Doamna ministru de Branislav Nușici, regia Horea Popescu, 1998
- Alchonon, Hurmita – Teibele și demonul ei de Isaac Bashevis Singer și Eve Friedman, regia Alexander Hausvater, 1998 (Nominalizare UNITER pentru cel mai bun spectacol)
- Pacientul tăcut – Alarma de Olga Delia Mateescu, regia Silvia Ionescu, 1998
- Leicester – Elisabeta I de Paul Foster, regia Irina Popescu Boieru, 1999
- Tonis – Cele patru picioare ale mesei de Iacovos Kambanelis, regia Ovidiu Lazăr, 1999
- Valere – Tartuffe de Molière, regia Petru Vutcărău, 2000
- Trofimov – Livada de vișini de A. P. Cehov, regia Alexander Hausvater, 2000
- Poetul, Yoshio, Adeptul lui Mishima – Nō Cinci povești de dragoste de Yukio Mishima, regia Alexander Hausvater, 2002
- François de Sacchez – Plăcutele istorii de dragoste și moarte de Honoré de Balzac, regia Virgil Tănase, 2003
- Holofernes – Iudita de Howard Barker, regia Moshe Yassur, 2003
- Postelnicul Toader – Apus de soare de Barbu Ștefănescu Delavrancea, regia Eugen Todoran, 2004
- Gerry – Dansează ... fetele Mundy după Brian Friel, regia Ada Lupu, 2004 (Festivalul Dramaturgiei Contemporane, Brașov)
- Vrăjitorul – Salomeea de Oscar Wilde, regia Alexander Hausvater, 2004 (turneu Coreea de Sud)
- Randle Patrick McMurphy – Zbor deasupra unui cuib de cuci de Dale Wasserman, regia Marius Oltean, 2006
- Domnul Papillon - Rinocerii de Eugène Ionesco, regia Claudiu Goga, 2011
- Medicul - Vizita bătrânei doamne de Friedrich Dürrenmatt, regia Claudiu Goga, 2015 (prezență FNT)
- Igor - Iarna dragostei noastre de Nadejda Ptușkina, regia - Emil Gaju, 2015
- Morten Kiil - Un dușman al poporului, de Arthur Miller(adaptare după piesa lui Henrik Ibsen), regia - Claudiu Goga, 2016 (prezență FNT)
- Copilul foametei - Seceta roșie după „Cartea foametei” de Larisa Turea, regia-Petru Hadârcă, 2017 (turneu Chișinău)
- Mașina se oprește, regia Tilman Hecker, 2017
- Oficialul - Teatru de război, scenariu de Florin Lăzărescu, Lucian Dan Teodorovici, regia Cristian Hadji-Culea, 2018 (turneu Chișinău)
- Willy Loman - Moartea unui comis-voiajor de Arthur Miller, regia - Claudiu Goga, 2018

## Filmografie

### Actor
- 1979: Expresul de Buftea, regia Haralambie Boroș
- 1982: Cucerirea Angliei, regia Gilles Grangier și Sergiu Nicolaescu
- 1981: Croaziera, regia Mircea Daneliuc
- 1984: Dreptate în lanțuri, regia Dan Pița
- 1986: Întunecare, regia Alexandru Tatos
- 2006: Hârtia va fi albastră, regia Radu Muntean
- 2007: 4 luni, 3 săptămâni și 2 zile, regia Cristian Mungiu
- 2017: Haine negre, regia Octav Chelaru

## Volume de poezii
Adi Carauleanu a debutat în Dacia Literară și Convorbiri Literare cu poezii.
Volume:
- De ce
- Amo, amas, amat, amamus, amatis, amant
- Clovn rănit, editura Junimea, 2018

## Arta fotografică
- Acasă, expoziție organizată în orașul natal, Calafat